# Association de développement, d'aménagement et de services en environnement et en agriculture
 (juin 2019).
Les ADASEA sont des associations loi de 1901 œuvrant dans le champ des services à l'agriculture, l'environnement et le territoire rural.

## Histoire
En 2002, avec 87 associations départementales, les ADASEA comptent 1300 équivalents temps-plein (ETP). En janvier 2011, le réseau se réduit, les chambres d'agriculture reprenant une partie des missions de service public,.

## Les ADASEA aujourd'hui
Depuis 2011, les ADASEA ont évolué vers des missions de conseil, études, animation, formation et médiation auprès des agriculteurs, mais également auprès de l'ensemble des acteurs du monde rural, collectivités, groupements, associations, gestionnaires de territoires et de milieux, propriétaires, dans les domaines de l'agriculture, de l'aménagement du territoire et l’entretien de l’espace, de l'environnement et le développement local.
Elles accompagnent individuellement les agriculteurs pour le montage de dossiers de demande d'aide publiques dans ces domaines, notamment l'agri-environnement.
Elles mettent en œuvre des politiques publiques, par convention ou prestation : Programmes agri-environnementaux et Climatiques, Natura 2000, Plans d'Action Territoriaux pour l'eau, Assistance technique aux Zones Humides, Eco-phytos, ...
En matière d'aménagement du territoire et de développement rural, les ADASEA contribuent à l'émergence de projets locaux et réalisent diverses études de territoire:  PLU, Docob, travaux d'aménagement….

## Le réseau des ADASEA

Logo de l'association « Imagin'rural »

Logo de la marque « Epiterre »

Les ADASEA sont présentes dans les départements de l'Hérault, du Gers, du Lot, de l'Aveyron, du Cantal et de la Marne, mais elles œuvrent souvent à une échelle régionale, en lien avec de nombreux partenaires.
Au niveau national, l'association « Imagin'rural » coordonne le réseau, et assure des missions à l'échelle nationale.
Elle développe notamment les « Contrats pour Prestations de Services Environnementaux » avec la FNSEA à travers la marque « Epiterre ».